# بليزنيتس
بليزنيتس ((بالروسية: Близнец)‏) هو بركان طبقي يقع في وسط شبه جزيرة كامشاتكا. يقع البركان على قمة سلسلة جبال سريديني المركزية إلى الجنوب الغربي من بركان كيبيني.